# Australian Stock Horse
Das Australian Stock Horse – auch Stockhorse oder Australisches Stockhorse – ist eine Pferderasse, die hauptsächlich als landwirtschaftliches Gebrauchspferd der australischen Viehzüchter auf den „Cattle- oder Sheep-Stations“ (siehe Ranching) gezüchtet wird.
Hintergrundinformationen zur Pferdebewertung und -zucht finden sich unter: Exterieur, Interieur und Pferdezucht.

## Exterieur

### Allgemein
Das Australian Stock Horse ist ein dem American Quarter Horse im Typ ähnelndes, mittelgroßes und robustes Arbeitspferd. Im Typ ist es uneinheitlich und dem Englischen Vollblut nahe.

### Körperbau
Das Australian Stock Horse besitzt einem mittelgroßen Kopf, der dem Vollblut ähnelt, aber ähnlich wie beim Quarter Horse etwas klobig ist, und einem kräftigen, kurzen Hals. Die Schulter ist breit, gut aufgesetzt und gelagert, der Widerrist nur schwach ausgeprägt. Der Brustumfang ist bedeutend hoch. Der breite und tragfähige Rücken mündet in eine gut bemuskelte und stark abfallende Kruppe mit einem tiefen Schweifansatz. Das Fundament ist trocken und hart, mit viel Knochenstärke, kurzen Röhrbeinen sowie kräftigen und tief liegenden Sprunggelenken, die Hufe von hervorragender Qualität.

### Stockmaß
Die Widerristhöhe des Stockhorse liegt meist bei 145–160 cm, Abweichungen kommen aber vor.

### Farbgebung
Das Australische Stockhorse kommt in allen Grundfarben vor, es überwiegen aber Braune und Füchse.

## Gangarten
Die Bewegungsmechanik ist dem Anwendungszweck entsprechend flach, bei einer hohen Wendigkeit und ausgeprägter Trittsicherheit.

## Interieur
Wie die Vertreter der nordamerikanischen Westernpferderassen besitzt auch das Australian Stock Horse ein ruhiges Wesen und hat häufig einen ausgeprägten Cow Sense, der für die Arbeit mit den Viehherden der Rancher unerlässlich ist.
Das Australian Stock Horse wird als ausdauernder und gehfreudiger Allrounder betrachtet und ist ein wendiges, leichtfuttriges und rittiges Pferd. Es zeichnet sich durch seine hohe Widerstandskraft und Ausdauer aus. Häufig findet man auch springbegabte und schnelle Exemplare.

## Zuchtgeschichte
Der Ursprung des Australian Stock Horse ist in dem Waler zu sehen, der durch Kreuzungen von aus Südafrika und Chile importierten Pferden mit Vollblütern und Arabern durch die Kolonialisten Australiens gezogen wurde. Der Waler war als Kavallerieremonte und Ranchpferd, vor allem für die Schaf- und Rindhaltung, über lange Zeit ein begehrtes Pferd. Man kann vom Waler jedoch nicht als Rasse sprechen, da kein einheitliches Zuchtreglement existierte.
Zur Bildung der Rasse Australian Stock Horse wurde zu Beginn des 20. Jahrhunderts vermehrt Vollblut und Quarter Horse in die Population eingebracht. Zeitweilig kamen auch einige Percheronhengste zum Einsatz, um dem Typ mehr Masse und Größe zu verschaffen.
Der Name ist dem australischen Begriff „Stockman“ (Cowboy) entliehen, was so viel wie Viehtreiber bedeutet. Die Überwachung der Zucht und Registrierungen liegt in der Verantwortung der Australian Stock Horse Society. Das Reglement sieht das Streben nach einem dem Vollblut oder Quarter Horse nahestehenden Typ vor, der in der Rückenlinie jedoch etwas länger sein sollte und obwohl die äußerlichen Merkmale des Waler verloren gingen, seine Nützlichkeit beibehalten soll.
Der bekannteste Vertreter dieser Rasse ist Regal Realm, mit dem es Lucinda Green gelang, den Weltmeistertitel in der Vielseitigkeit zu erreiten.